# SK Baden
| SK Baden         |                                        |
|                  |                                        |
| Gegründet:       | 1923                                   |
| Obmann:          | Manfred Winkelbauer                    |
| Vereinslokal:    | Restaurant Batzenhäusl                 |
| Klubabend:       | jeden Donnerstag 18h (außer Feiertags) |
| Homepage:        | www.schachklub-baden.at/               |
| Stand: März 2025 |                                        |

Der SK Baden, in der Langform Schachklub Baden, ist ein 1923 gegründeter Schachverein in der Kurstadt Baden in Niederösterreich. Auf der Erfolgskarte steht der zweimalige Gewinn des Meistertitels in der österreichischen Schachbundesliga; zuletzt in der Saison 2011/12. Zusätzliche Erfolge als Österreichischer Staatsmeister bei den Frauen 2020, 2021 und 2023 und 18-maliger NÖ Landesmeister 1949, 1951, 1953–57, 1960, 1962, 1984, 1986, 1989, 1997, 2004, 2011, 2015, 2016 und 2017 runden die Erfolge ab.

## Geschichte
Erste organisierte Anfänge des königlichen Spiels in der Stadt Baden gab es 1914 durch die Gründung des Kasino-Klubs Baden. Bei dem anlässlich dieser Gründung ausgetragenen internationalen Gambitturniers waren neben dem Damengambit nur Gambiteröffnungen zugelassen.
Diese Initiative führte 1923 zur Gründung des Schachklubs Baden. Der Verein tritt 1924 dem Dachverband des Österreichischen Arbeiter-Schachbundes (ÖASB) bei und wird zum Kreis 3 Südbahnstrecke mit den Vereinen aus Wiener Neustadt, Atzgersdorf-Erlaa, Oberlaa, Liesing, Baden, Leobersdorf, Berndorf und Neunkirchen eingeteilt. 1925 fand erstmals eine ÖASB-Kreismeisterschaft statt, an der der SK Baden jedoch noch nicht teilnimmt; Sieger wurde der 1. Wiener Neustädter SV vor Neunkirchen, Ortmann und Guntramsdorf.
Mit der Aufnahme des ÖASB in die Arbeitsgemeinschaft für Sport und Körperkultur in Österreich (ASKÖ) wurde 1926 eine neue Kreiseinteilung beschlossen, womit der SK Baden in den Kreis Südbahn-Aspangbahn eingeteilt wurde. Der SK Baden machte erstmals von sich reden, als 1929 der Spieler Lounek an einem Länderwettkampf der Österreich-Auswahl teilnahm.
Vor dem Anschluss Österreichs an Deutschland fand am Semmering (Hotel Panhans) und in Baden (Hotel Grüner Baum) ein letztes großes Turnier in Österreich statt, an dem die besten Schachspieler der Welt teilnahmen. Insgesamt acht Großmeister kämpften in einer Doppelrunde um den Sieg, den schließlich Paul Keres mit 9,0 Brettpunkten holen konnte und damit Reuben Fine (8,0) sowie José Raúl Capablanca und Samuel Reshevsky (beide 7,5) auf die Plätze verwies. Der der junge Österreicher Erich Eliskases (6,0) etablierte sich mit dem sechsten Platz in der Weltspitze.
Während der Zeit des Zweiten Weltkriegs ruhte auch in Baden weitgehend der Spielbetrieb. Mit der Neugründung des Österreichischen Schachbundes 1946 kam wieder Schwung in den Betrieb der Vereine.
Den ersten großen Erfolg der Vereinsgeschichte gab es im Jahr 1949, als sich der SK Baden (18,5 Brettpunkte, Kader: Lounek, Partmann, Moßböck, Bogner, Hofmüller, Resch und Rusniok) vor dem SK Hainburg (13,0) und dem SK Horn (11,0) den niederösterreichischen Landesmeistertitel im Mannschaftsschach holen konnte. 1951 konnte der SK Baden durch den Gewinn der neu gegründeten niederösterreichischen Landesliga diesen Erfolg wiederholen. 1962 und 1954 ging der NÖ-Landesmeistertitel abermals an den SK Baden, wobei jeweils der SK St. Pölten klar auf den zweiten Platz verwiesen werden konnte.
Ein wahres Erfolgsjahr war 1956. Mit dem Gewinn der NÖ-Landesmeisterschaft, bei der im Finale der SK Wilhelmsburg überlegen mit 12,5:3,5 Punkten bezwungen wurde, konnte sich der SK Baden erstmals für die österreichische Mannschafts-Staatsmeisterschaft qualifizieren. Mit dem zweiten Platz hinter dem Linzer SV sorgten die Badener für eine Überraschung.
Für internationale Reputation sorgte das 1957 in Wien und Baden ausgetragene Finale der 1. Europäischen Mannschaftsmeisterschaft im Schach, bei dem die Sowjetunion vor Jugoslawien und der Tschechoslowakei als Sieger hervorging. Baden wurde damit zum Wegbereiter des gesamteuropäischen Schachsports.
Weitere Teilnahmen an der österreichischen Mannschafts-Staatsmeisterschaft gab es 1960 (dritter Platz) und 1962 (vierter Platz), ehe diesbezüglich eine längere Durststrecke folgte. Erst 1989 konnte sich der SK Baden als Zweitplatzierter im Qualifikationsturnier hinter dem SK Absam wieder für mittlerweile neu installierte Staatsliga qualifizieren. Obwohl in der Saison 1989/90 der SK Baden mit FM Reinhard Lendwai, FM Franz Stoppel und Stefan Brandner sowie den Legionären Khaled Mahdy (Ägypten) und Juri Sinowjew (UdSSR) hinter dem SK Merkur Graz den zweiten Platz in der Staatsliga belegen konnte, wurde die Mannschaft am Saisonende aus dem Bewerb zurückgezogen.
Erst 1997 konnten mit dem Gewinn des niederösterreichischen Landesmeistertitels wieder ein kleiner Erfolg verbucht werden, mit dem der Aufstieg in die Staatsliga B (Gruppe Ost) gelang. Im Jahr 2000 wurde mit dem zweiten Platz hinter der SG Austria Wien/Husek die Qualifikation für das Aufstiegsturnier in die Staatsliga nur knapp verpasst. Nach der Saison 2002/03 musste der SK Baden wieder aus der Staatsliga B absteigen. Nachdem in der darauf folgenden Saison der Sieg in der niederösterreichischen Landesliga fixiert wurde, gelang der sofortige Wiederaufstieg, der der Startschuss zur erfolgreichsten Ära des SK Baden werden sollte.

### Aufstieg in die Bundesliga
Zwar musste sich der SK Baden in der Saison 2004/05 in der mittlerweile auf 2. Bundesliga Ost umbenannten zweithöchsten Spielklasse noch mit dem Vizemeistertitel hinter dem SV Wulkaprodersdorf zufriedengeben. In der Saison 2005/06 erreichte der SK Baden – Kader: IM Sebastian Siebrecht (Deutschland), IM Stefan Löffler (Deutschland), IM Günter Miniböck, FM Harald Schneider-Zinner, FM Stefan Brandner, Michael Sulyok, Martin Herndlbauer, Stefan Zojer, Daniel Filip – den Meistertitel in der Bundesliga Ost und damit den direkten Aufstieg in die Österreichische Schachbundesliga.
Hauptsponsor des Vereins ist seit 2006 die Wiener GmbH Advisory Invest.
Für die Bundesligasaison 2006/07 wurde die erste Mannschaft entscheidend verstärkt, sodass mit dem achten Platz sicher der Klassenerhalt geschafft wurde. Mit Viktor Láznička (Tschechien), Sergey Erenburg (Israel) und Igor Rausis (Tschechien) stießen gleich drei Großmeister zur Mannschaft; dazu kamen die internationalen Meister Reinhard Lendwai und Siegfried Baumegger, womit der SK Baden mit fünf Legionären und sechs Österreichern die Meisterschaft bestritt.

### Erster österreichischer Meistertitel 2008
In der Saison 2007/08 wurde die Mannschaft mit den Großmeistern Bartosz Soćko (Polen), Csaba Balogh (Ungarn) und Igor Štohl (Slowakei) sowie dem IM Andrei Orlow (Russland) weiter verstärkt. Letztlich wurde die Meisterschaft von sieben Legionären und nur zwei Österreichern (Siegfried Baumegger und Reinhard Lendwai) bestritten. Der SK Baden eilte in der Meisterschaft von Sieg zu Sieg und musste lediglich eine Niederlage und ein Remis abgeben. Dennoch wurde es ein Kopf-an-Kopf-Rennen mit dem SK Semriach, das im Gleichstand nach Brett- und Mannschaftspunkten endete. Da der SK Baden den direkten Vergleich mit 3½:2½ gewonnen hatte, sicherte er sich damit den ersten österreichischen Meistertitel in der Vereinsgeschichte. Auch die zweite Mannschaft schlug sich mit dem neunten Platz, mit dem sie in der 2. Bundesliga Ost den Klassenerhalt schaffte, erfolgreich.
Mit dem Gewinn des Staatsmeistertitels qualifizierte sich der SK Baden für den European Club Cup, der im Oktober 2008 in Kallithea (Griechenland) ausgetragen wurde. Als beste österreichische Mannschaft belegte der SK Baden unter 63 Mannschaften den 23. Platz. Herausragend war dabei der klar 6:0-Erfolg gegen Monaco.
Nicht ganz so erfolgreich verlief die Saison 2008/09. Sieben Siege, zwei Remis und zwei Niederlagen reichten trotz nahezu unveränderter Mannschaft – nur Andrei Orlow kam nicht zum Einsatz – letztlich nur zum Vizemeistertitel hinter dem Liganeuling SK Husek Wien, der mit zehn Großmeistern die Meisterschaft bestritt. Beachtenswert war, dass Baden mit insgesamt 42 eingesetzten Spielern an fünf Meisterschaftsbewerben teilnahm.
In der Saison 2009/10, in der anstelle der Brettpunktewertung die Meisterschaftspunkte für die Reihung herangezogen wurde, musste die Badener Mannschaft in der Bundesliga mit dem dritten Platz hinter dem überlegenen Meister SK Sparkasse Jenbach und dem SK Semriach vorliebnehmen. Während die Tiroler in allen Spielen siegreich blieben, musste Baden drei Niederlagen und ein Remis hinnehmen. Bitterer war dagegen der Abstieg der zweiten Mannschaft aus der 2. Bundesliga Ost. Diese hätte mit dem neunten Platz zwar die Liga gehalten, da jedoch mit dem SV Pamhagen und dem amtierenden Meister SK Husek Wien zwei Vereine in die 2. Bundesliga Ost abstiegen, musste auch Baden absteigen.
Der SK Jenbach setzte auch in der Saison 2010/11 seinen Erfolgslauf fort und beendete alle Meisterschaftsspiele der Bundesliga siegreich. Auf den Plätzen dahinter landete der SV Wulkaprodersdorf noch vor dem SK Baden. Beide Vereine mussten sich nur den Tirolern geschlagen geben, doch hatte die Mannschaft des SK Baden ein Remis mehr aufzuweisen, als die Burgenländer. Umso größer war die Freude über den souveränen Gewinn des Meistertitels in der NÖ-Landesliga, weil damit der Wiederaufstieg in die 2. Bundesliga Ost gelang. Für den Verein ist die Teilnahme der zweiten Mannschaft an der zweithöchsten Liga eine wichtige Basis für die Bundesliga, da damit die Spieler entsprechend gefordert und aufgebaut werden können. Der SK Baden legt auf diesen kontinuierlichen Aufbau großen Wert, was sich auch darin dokumentiert, dass insgesamt sechs Mannschaften am Meisterschaftsbetrieb teilnahmen.

### Zweiter österreichischer Meistertitel 2012

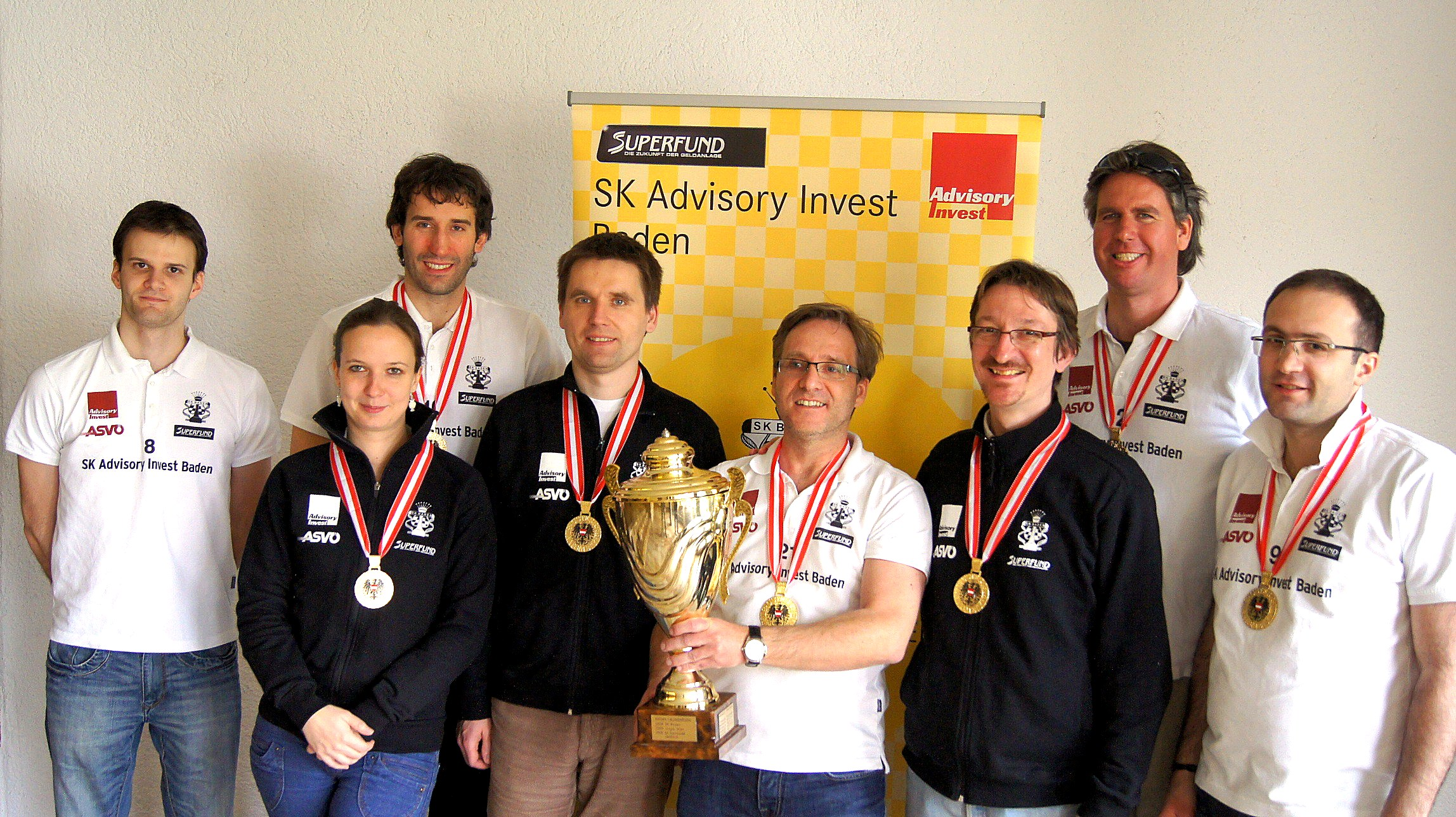
Die Meistermannschaft 2012 (von links nach rechts): Csaba Balogh, Veronika Schneider, Alojzije Janković, Bartosz Soćko, Martin Herndlbauer, Reinhard Lendwai, Sebastian Siebrecht und Dawit Schengelia.

Packend bis zur letzten Partie verlief die Bundesligasaison 2011/12. Der SK Baden und der SK Jenbach lieferten sich ein Kopf-an-Kopf-Rennen, das erst in der allerletzten Partie entschieden wurde. Im Duell der Legionäre setzte sich Bartosz Soćko gegen Martin Krämer durch, womit der SK Baden gegen den SV Wulkaprodersdorf ein 3:3-Remis erreichte. Damit wiesen die Badener und die Tiroler jeweils 18 Meisterschaftspunkte auf. Dank des Vorsprungs um 2,5 Brettpunkte konnte der SK Baden den amtierenden Meister Jenbach entthronen und sich den zweiten österreichischen Meistertitel in der Klubgeschichte sichern. Dementsprechend groß war auch der Jubel bei der Badener Mannschaft.
Gestärkt durch den Gewinn des Meistertitels, jedoch geschwächt durch krankheitsbedingte Ausfälle nahm der SK Baden zum zweiten Mal am Europapokal der Mannschaftsmeister im Schach teil. Austragungsort war diesmal Rogaška Slatina in Slowenien. Die Tatsache, dass nur eine mit Meistern verstärkte Amateurmannschaft gestellt werden konnte, macht das Abschneiden – unter 61 Mannschaften landete der SK Baden am 34. Platz – erklärbar.
Ein Wermutstropfen war das Abschneiden der zweiten Mannschaft in der 2. Bundesliga Ost. Zwar war aufgrund des Einsatzes von Nachwuchsspielern an den hinteren Brettern der Abstieg durchaus einkalkuliert, dass jedoch nur zwei Punkte aus elf Spielen und nur 19,5 Brettpunkte erreicht wurden, war doch enttäuschend. Den einzigen Sieg gab es mit 4:2 gegen die SG Eichgraben-Purkersdorf.

## Jugendausbildung
Der SK Baden bietet durch das wöchentliche Training einen guten Rahmen, um Kinder jeder Spielstärke im Schachspiel weiterzuentwickeln. Grundsätzlich werden die Grundlagen des Schachs vermittelt und die Trainings auf die Spielstärke abgestimmt. Ziel ist es, den Kindern und Jugendlichen die Teilnahme an Wettbewerben und später am Meisterschaftsbetrieb zu ermöglichen.
Neben der Ausbildung des SK Baden ist auch der Wettbewerb wichtig. Der Österreichische Schachbund und die darin verbundenen Schachclubs bieten Kindern und Jugendlichen einen Rahmen durch die Veranstaltung von Turnieren und Meisterschaftskämpfen speziell für Kinder und Jugendliche. Diese Turniere gipfeln einmal im Jahr in der NÖ Landesmeisterschaft und darauffolgend, für die jeweils Besten, in der Staatsmeisterschaft. Die Wettkämpfe werden gestaffelt in mehreren Klassen ausgeführt, um Fairness zu gewährleisten. Der SK Baden nimmt mit den Jugendmannschaften regelmäßig an solchen Wettbewerben teil bzw. veranstaltet auch aktiv Jugendschachwettbewerbe.

## Erfolge
- 2-maliger Österreichischer Meister im Mannschaftsschach 2008 und 2012
- Meistertitel in der 2. Bundesliga Ost 2006
- Österreichischer Staatsmeister bei den Frauen 2020, 2021 und 2023
- 18-maliger NÖ Landesmeister 1949, 1951, 1953–57, 1960, 1962, 1984, 1986, 1989, 1997, 2004, 2011, 2015, 2016 und 2017
- 2-maliger Niederösterreichischer Cupsieger 1977, 1979